# Sotalia
O género Sotalia (Sotalia spp.) é composto por duas espéciesː o boto-cinza, boto ou boto-preto (Sotalia guianensis), e o tucuxi, pirajaguara ou boto-preto (Sotalia fluviatilis). O género pertence à família dos delfinídeos. Tem o hábito de viver em grupo. É muito sociável. Como todos os cetáceos, tem de respirar ar periodicamente, podendo, porém, permanecer submerso por longos períodos. Possui um biossonar que lhe permite localizar objetos e se orientar, utilizando o som e o eco. Geralmente, seus dentes são todos iguais, existindo apenas uma dentição. A maioria dos botos-cinzas se alimenta de peixes e lulas e, ocasionalmente, de crustáceos.
A fêmea dá, à luz, apenas um filhote, após um ano de gestação. Durante o trabalho de parto, é comum a mãe ser ajudada por outros membros do grupo. O período de amamentação dura sete meses em média. Os botos-cinzas são ótimos nadadores, atingindo velocidades de até sessenta quilômetros por hora e saltando até cinco metros acima da água. Podem viver até oitenta anos. Utilizam a técnica de pesca em grupo, que facilita o cerco dos peixes. Seu tato é bastante desenvolvido. Ocorrem muitos toques entre os botos, o que, segundo pesquisas, pode ser um tipo de comunicação. Sua principal ameaça são as redes de pesca, onde, por acidente, acabam ficando presos e morrendo afogados. Desde 1986, são proibidas a pesca, caça, perseguição ou captura de cetáceos nas águas brasileiras.
Apesar de serem encontrado em regiões habitadas pelos "verdadeiros" golfinhos de rio, como os botos-cor-de-rosa, é geneticamente mais próximo dos golfinhos marinhos (Delphinidae).

## Etimologia
"Boto-cinza" e "boto-preto" são referências ao seu dorso escuro e ao seu ventre pardo-violáceo. "Tucuxi" é uma palavra com origem nas línguas caribes. "Pirajaguara" é oriundo da junção das palavras tupis pirá ("peixe") e yawara ("cão").

## Biologia
Estudo publicado no ano 2011 na revista Proceedings of the Royal Society apontou que esta espécie tem a capacidade de detectar campos elétricos (eletrorreceptividade) por meio de receptores localizados no focinho. Com isso, a espécie consegue detectar presas em potencial com base nos campos elétricos que esses emitem, a exemplo do que tubarões e arraias fazem. Este sentido existe também em algumas espécies de peixes e anfíbios. Entre os mamíferos, este sentido é conhecido adicionalmente apenas no ornitorrinco.

## Espécies
Estudos mostram claramente que as populações marinha e amazônica são resultado de diferentes processos evolutivos, representando duas distintas espécies. O género Sotalia é, portanto, composto por duas espécies:
- Boto-Cinza (Sotalia guianensis)

Costuma viver entre a região costeira do Panamá e a Baía Norte de Florianópolis (Santa Catarina), passando pela região de Guaraqueçaba, que é Área de Proteção Ambiental.
- Tucuxi (Sotalia fluviatilis)

Costuma viver nos rios da região amazônica.